# Свети исповедници Едески
Свети исповедници Едески су ранохришћански мученици и светитељи у време царева Констанција и Валенса и аријанске јереси . 
Након смрти цара Константина, у Византијском царству завладала је аријевска јерес, најпре за време цара Констанција, а затим цара Валенса. Посебно је цар Валенс прогонио православне хришћане тако што је уклањао епископе и архијереје који не прихватају аријанство и постављао своје послушнике. У то време у граду Едеси на челу цркве је био епископ Варсис, правоверан и свет, који је имао дар исцељења, и који се јуначки супрставио Аријевој јереси. Када је цар Валенс чуо са њега,наредио је да га ухапсе и заточе на острво Арад. Мноштво хришћана је похрлило на острво да слуша његове проповеди. Због тога га Валенс шаље у египатски град Оксиринт. Када се и ту свети епископ прочуо и почео да окупља народ и проповеда Јеванђеље, Валенс га одатле посла у удаљени град Фенон. Тамо је Варенс и умро. 
На место епископа Едесе цар је поставио аријанског епископа Лупуса, кога православни народ није следио. Православни хришћани су се сабирали ван града на тајне молитве и Литургије. Епарх града Едесе Модест је то допуштао што је јако разљутило цара валенса. Дошао је у Едесу и јавно ударио по образу епарха Модеста, и наредио му да спреми наоружане војнике, и да сутрадан, када се народ по обичају свом скупи изван града на молитву, изведе на њих војнике и растури скуп хришћана секући их и убијајући их. Епископ је тајно обавестио православне да сутра не излазе ван града и не одлазе на уобичајену молитву и богослужење, пошто је разјарени цар наредио да се против њих изведе наоружана војска и побије их. Но православни, чувши о томе, уместо да се уплаше, храбро су уставши раном зором изашли са својим женама и децом ван града на уобичајено место својих скупова. Епарх Модест је, извршујући царево наређење, са наоружаним војницима ка месту где се хришáни окупљају. 
Видевши хришћане како су дошли на молитву спремни да свој живот положе за веру, предомислио се и наредио војницима да се врате натраг, па отишао цару и рекао му: „Ако заповедиш да умрем, готов сам, али не могу извршити наређење које си ми издао.” 
По царевом наређењу, епарх Модест је ухапсио осамдесет хришћансских свештеника на челу са најстаријим Евлогијем, ставио их у окове и послао на заточеништво у Тракију. Пошто су им и тамо прилазили многи хришћани и указивали част, цар је наредио да их раздвоје и по двојицу шаљу на разне стране: у Тракију, у Арабију, у Египат, и у друге земље. Блажени старац Евлогије и с њим свештеник Протоген одведени су у тиваидски град Антиној, где је било мало хришћана а много идолопоклоника. Тамо су свети презвитери провели неко време, исцељивали разне болести и многе незнабошце привели хришћанској вери. 
Након смрти цара Валенса, нови цар Теодосије, је одбацио аријанску јерес и ослободио све православне који су били у прогонству и вратио све свештенике и епископе на своја места. Евлогије и Протоген су се вратили у Едесу; а правоверни хришћани су повратили своје цркве; од аријанаца. Свештеник Евлогије је изабран за новог епископа Едесе; Протоген је изабран епископа месопотамског града Карија.
Православна црква прославља Свете исповеднике едеске 25. августа (7. септембра).